# Riegsee (meer)
Riegsee  is een meer in de Duitse deelstaat Beieren. Het meer ligt in de gelijknamige gemeente Riegsee, district Garmisch-Partenkirchen, ten noordoosten van Murnau am Staffelsee.
Het meer wordt door grondwater gevormd; er zijn geen in- of afwateringsstromen.